# Bei aller Liebe
Bei aller Liebe ist eine Familienserie des Ersten Deutschen Fernsehens, die in den Jahren 2000 bis 2003 im Vorabendprogramm ausgestrahlt wurde. Die Serie schildert das Leben in einer modernen Patchworkfamilie.

## Handlung
Die Ärztin Sarah und der Anwalt Rainer Borkmann sind in zweiter Ehe miteinander verheiratet und leben mit drei Kindern am Starnberger See. Sarah hat ihre Tochter Anna und Rainer seinen Sohn Florian mit in die Ehe gebracht. Ihr einziges gemeinsames Kind ist Severin. Zum weiteren Umfeld gehören der Oberstaatsanwalt Helmut Hafer, Sarahs erster Mann sowie Rivale und Freund von Rainer, Max Hafer, dessen Vater und Sarahs Arztkollege, und der Journalist Henry Quandt, Annas langjähriger Freund. Im Verlauf der 52 Episoden werden das Leben und Schicksal der einzelnen Protagonisten geschildert. Ehekrisen werden überstanden, die Kinder machen ihre Ausbildungen und beginnen ihre Berufskarrieren, das erste Enkelkind kommt zur Welt und eine uneheliche Tochter Rainers taucht überraschend auf und erweitert die Patchworkfamilie.

## Schauspieler und Rollen
| Schauspieler        | Rolle            | Episoden |
| ------------------- | ---------------- | -------- |
| Walter Plathe       | Rainer Borkmann  | 52       |
| Bernhard Piesk      | Florian Borkmann | 52       |
| Ulrich Gebauer      | Helmut Hafer     | 52       |
| Siegfried Rauch     | Max Hafer        | 52       |
| Janina Hartwig      | Sarah Borkmann   | 50       |
| Lisa Maria Potthoff | Anna Hafer       | 38       |
| David Lütgenhorst   | Severin Borkmann | 36       |
| Margret Völker      | Ariane Klee      | 22       |
| Max von Thun        | Henry Quandt     | 22       |
| Laura Schneider     | Susan            | 21       |
| Doreén Dietel       | Betty            | 17       |
| Fabian Harloff      | Steve            | 13       |
| Jutta Fastian       | Gudrun Knauer    | 10       |
| Katharina Schubert  | Constanze        | 9        |
| Niels-Bruno Schmidt | Andy             | 9        |
| Sabine Grabis       | Kim Müllerschön  | 8        |
| Ruth Wohlschlegel   | Ellen Schumann   | 7        |
| Sophie Rogall       | Sophie Scheck    | 7        |
| Stephan Luca        | Oliver Kreuzer   | 6        |
| Anaid Iplicjian     | Esther Dahlen    | 6        |
| Ute Willing         | Frau Bergmann    | 6        |
| Mimi Fiedler        | Peggy            | 6        |
| Horst Sachtleben    | Fritz Dahlen     | 5        |
| Dieter Landuris     | Alex Krüger      | 4        |
| Michael Hinz        | Hans Müllerschön | 4        |
| Feo Aladag          | Carola Keil      | 4        |
| Mareike Lindenmeyer | Akasha           | 4        |
| Oliver Bootz        | Ivo              | 4        |
| Florian Weber       | Marwin           | 4        |

## Episoden

### Staffel 1
| Folge | Titel                   | Erstausstrahlung |
| ----- | ----------------------- | ---------------- |
| 1     | Einmal fliegen          | 2. Februar 2000  |
| 2     | Lügen und lange Beine   | 9. Februar 2000  |
| 3     | Happy Milk              | 16. Februar 2000 |
| 4     | PS Dreamcars            | 23. Februar 2000 |
| 5     | Mildernde Umstände      | 1. März 2000     |
| 6     | Borkmann gegen Borkmann | 8. März 2000     |
| 7     | Paris und Migräne       | 15. März 2000    |
| 8     | Von Tieren und Menschen | 22. März 2000    |
| 9     | Heiße Tage              | 29. März 2000    |
| 10    | Zwei sind einer zu viel | 5. April 2000    |
| 11    | Familienbande           | 12. April 2000   |
| 12    | Geheimnisse             | 19. April 2000   |
| 13    | Haarige Zeiten          | 26. April 2000   |

### Staffel 2
| Folge | Titel                    | Erstausstrahlung  |
| ----- | ------------------------ | ----------------- |
| 14    | Wiedersehen macht Freude | 22. November 2000 |
| 15    | Big Deal                 | 29. November 2000 |
| 16    | I Love You               | 6. Dezember 2000  |
| 17    | Usedom                   | 13. Dezember 2000 |
| 18    | Ein wütender Wurf        | 20. Dezember 2000 |
| 19    | Unter der Gürtellinie    | 27. Dezember 2000 |
| 20    | Kleine Bestien           | 3. Januar 2001    |
| 21    | Kap der guten Hoffnung   | 10. Januar 2001   |
| 22    | Kidnapping Lara          | 17. Januar 2001   |
| 23    | Der Verführer            | 24. Januar 2001   |
| 24    | High Heels               | 31. Januar 2001   |
| 25    | Blaue Smileys            | 7. Februar 2001   |
| 26    | Mutter für einen Tag     | 14. Februar 2001  |

### Staffel 3
| Folge | Titel                            | Erstausstrahlung |
| ----- | -------------------------------- | ---------------- |
| 27    | Annas großer Traum               | 3. Juni 2003     |
| 28    | Surprise                         | 4. Juni 2003     |
| 29    | Seitensprung                     | 5. Juni 2003     |
| 30    | Wie sag ich es meinem Mann?      | 6. Juni 2003     |
| 31    | Stinki                           | 10. Juni 2003    |
| 32    | Alles wegen Henry                | 11. Juni 2003    |
| 33    | Scheidung mit Hindernissen       | 12. Juni 2003    |
| 34    | Feuer und Liebe                  | 13. Juni 2003    |
| 35    | Nur eine Nacht                   | 17. Juni 2003    |
| 36    | Zwei Väter, eine Tochter         | 18. Juni 2003    |
| 37    | Dickköpfe                        | 24. Juni 2003    |
| 38    | Bettys Entscheidung              | 25. Juni 2003    |
| 39    | T-Shirts und andere Katastrophen | 26. Juni 2003    |

### Staffel 4
| Folge | Titel                             | Erstausstrahlung |
| ----- | --------------------------------- | ---------------- |
| 40    | Wege zum Erfolg                   | 27. Juni 2003    |
| 41    | Mann über Bord                    | 1. Juli 2003     |
| 42    | Liebe und Amnesie                 | 2. Juli 2003     |
| 43    | Der Schamane                      | 3. Juli 2003     |
| 44    | Das Amulett                       | 4. Juli 2003     |
| 45    | Susan im freien Fall              | 8. Juli 2003     |
| 46    | Zurück nach Boston                | 9. Juli 2003     |
| 47    | Kampf um Lara                     | 10. Juli 2003    |
| 48    | Erdnussflips und krumme Verträge  | 11. Juli 2003    |
| 49    | Unendlich viele Missverständnisse | 15. Juli 2003    |
| 50    | Konsequenzen                      | 16. Juli 2003    |
| 51    | Ein letztes Mal                   | 17. Juli 2003    |
| 52    | Hochzeitsglocken                  | 18. Juli 2003    |